# Семенович Ганна Григорівна
Га́нна Григо́рівна Семено́вич (рос. Анна Григорьевна Семенович; нар. 1 березня 1980, Москва, СРСР) — російська фігуристка, співачка, акторка, телеведуча, колишня солістка гурту «Блестящие» (2003—2007). Підтримує путінський режим та війну Росії проти України. 
Фігурантка бази «Миротворець». Занесена до переліку осіб, які створюють загрозу в нацбезпеці України (з 26.09.2022).
З 7 січня 2023 року перебуває під санкціями РНБО за антиукраїнську діяльність.

## Життєпис
Батьки: Григорій Тимофійович і Тетяна Дмитрівна. Брат — Кирило (5 липня 1986). Фігурним катанням Ганна Семенович займалася з трьох років. Закінчивши школу, вступила до Московської державної академії фізичної культури. Тренерами Анни були: почесна тренерка СРСР Олена Чайковська, а також два тренера Наталія Линичук і Геннадій Карпоносов із Росії. Виступала в парах з Максимом Качановим, Володимиром Федоровим (1995—1999), Романом Костомаровим (1999—2000) і Денисом Самохіним (2001).
Неодноразово отримувала призові місця на міжнародних змаганнях. Ганна Семенович і Роман Костомаров під керівництвом Наталії Линичук стали срібними призерами чемпіонату Росії (2000) і вважалися другими за силою російським дуетом після пари Ірини Лобачової та Іллі Авербуха.
Серйозна травма меніска та наступна операція змусили покинути фігурне катання. Після трьох років життя в США, де вона тренувалася, повернувшись до Росії у віці 21 року, відмовилася від пропозиції увійти до балету Ігоря Бобріна, Наталії Бестем'янова й Тетяни Тарасової. Натомість за два місяці вона вирішила спробувати себе в музиці і створила, за допомогою продюсера Данила Мішина, музичний колектив під назвою «Ангели Чарлі». Хоча гурт провів ряд успішних виступів і випустив кліп за участю Марії Бутирської, незабаром через труднощі з фінансами він припинив своє існування, а Семенович була запрошена працювати на телебачення.

### Реакція на напад Росії
Після початку повномасштабної російсько-української війни підтримала окупантів та взяла участь у гастрольному турі «Za Росію», спрямованому на підтримку воєнних дій Росії в Україні.
Раніше співачка виступала з концертами в окупованих Криму та Донбасі.

## Дискографія

### Альбоми в складі групи «Блестящіе»
- 2003— Апельсіновий рай
- 2005— Восточние сказкі

#### Альбоми які вийшли після виходу Ганни з групи
- 2008— Однокласснікі
- 2016— Best 20

### Сольні альбоми
- Слухі (2008)— AMUSIC Records Company, MOON Records

### Сингли в складі групи «Блестящіе»
- 2003 — Апельсиновая песня
- 2004 — Новогодняя песня
- 2004 — Оперуполномоченный
- 2005 — Капитан дальнего плаванья
- 2005 — Пальмы парами
- 2005 — Брат мой десантник
- 2005 — Восточные сказки (совместно с Arash)
- 2006 — Агент 007

### Сольні сингли
| Рік  | Назва                              | Чарти                                  | Чарти                              | Чарти                                     | Чарти                                | Чарти                              | Чарти                           | Чарти                                 | Альбом |
| Рік  | Назва                              | Росія і СНД (TopHit Загальний Топ-100) | Росія (TopHit Московський Топ-100) | Росія(TopHit Санкт-Петербурзький Топ-100) | Україна (TopHit Український Топ-100) | Україна (TopHit Київський Топ-100) | Радіочарт по заявкам TopHit 100 | Росія і СНД (TopHit Загальний річний) | Альбом |
| ---- | ---------------------------------- | -------------------------------------- | ---------------------------------- | ----------------------------------------- | ------------------------------------ | ---------------------------------- | ------------------------------- | ------------------------------------- | ------ |
| 2007 | «Вся такая внезапная»              | 99                                     | —                                  | —                                         | —                                    | —                                  | 62                              | —                                     | Слухи  |
| 2008 | «На моря» (feat. Араш)             | 19                                     | 41                                 | —                                         | —                                    | 1                                  | 7                               | —                                     | Слухи  |
| 2008 | «Тирольская песня»                 | 70                                     | 108                                | —                                         | —                                    | 23                                 | 173                             | —                                     | Слухи  |
| 2009 | «Жилка»                            | 67                                     | 91                                 | —                                         | —                                    | 188                                | 64                              | —                                     | Слухи  |
| 2009 | «Боже мой»                         | 30                                     | 23                                 | —                                         | —                                    | 143                                | 60                              | —                                     | TBA    |
| 2011 | «Не Мадонна»                       | 178                                    | —                                  | —                                         | 141                                  | 225                                | 65                              | —                                     | TBA    |
| 2011 | «Обманутые люди»                   | 56                                     | 69                                 | 52                                        | 515                                  | 409                                | 34                              | —                                     | TBA    |
| 2012 | «За семью замками» (feat. Марсель) | 66                                     | 102                                | —                                         | 680                                  | —                                  | 96                              | —                                     | TBA    |
| 2012 | «Июльское лето»                    | 65                                     | 106                                | —                                         | 167                                  | 688                                | 80                              | —                                     | TBA    |
| 2012 | «Любовь под облаками»              | 57                                     | 66                                 | 88                                        | 73                                   | 98                                 | 97                              | —                                     | TBA    |
| 2013 | «Анна»                             | 60                                     | 102                                | —                                         | 12                                   | 14                                 | 52                              | —                                     | TBA    |
| 2013 | «Без руля»                         | 157                                    | —                                  | —                                         | 83                                   | 128                                | 61                              | —                                     | TBA    |
| 2013 | «Такси»                            | 38                                     | 50                                 | —                                         | 40                                   | 48                                 | 154                             | —                                     | TBA    |
| 2013 | «Несколько минут»                  | 199                                    | —                                  | —                                         | 646                                  | —                                  | 180                             | —                                     | TBA    |
| 2014 | «Отпусти»                          | 69                                     | 75                                 | —                                         | 32                                   | 53                                 | 100                             | —                                     | TBA    |
| 2014 | «Я за тобой»                       | 48                                     | 39                                 | 62                                        | 485                                  | —                                  | 99                              | 50                                    | TBA    |
| 2015 | «25 часов» (feat. Дмитро Маліков)  | 56                                     | 176                                | 85                                        | 503                                  | —                                  | 40                              | —                                     | TBA    |
| 2015 | «Отпусти (Radio edit)»             | 72                                     | 75                                 | —                                         | 25                                   | 49                                 | 100                             | —                                     | TBA    |
| 2015 | «Boys» (feat. Артём Пиндюра)       | 58                                     | 103                                | —                                         | 679                                  | 932                                | 54                              | —                                     | TBA    |
| 2016 | «Не просто любовь»                 | 44                                     | 56                                 | —                                         | 587                                  | 923                                | 18                              | —                                     | TBA    |
| 2016 | «Привычка» (feat. Денис Клявер)    | 341                                    | —                                  | —                                         | —                                    | —                                  | 273                             | —                                     | TBA    |

Знак «—» значить, що пісня відсутня в чарті

## Телебачення

### Телеведуча
Спочатку Ганна Семенович вела спортивні програми на «3 каналі», «7ТВ», потім працювала в музичній програмі на каналі «ТВС» «Музика на каналі ТВС», а також програмах «Ранок» і «Ніч» на каналі «СТС». Була у ролі ведучої програми «Адреналін па-ті» (канал «СТС»), брала інтерв'ю у групи «Блестящіе» (у складі Жанни Фріске, Ксенії Новікової, Юлії Ковальчук), після чого отримала від продюсерів групи Андрія Грозного та Андрія Шликова пропозицію приєднатися до їх складу. Ганна Семенович відмовилася від роботи на каналі «Муз-ТВ» і почала свою кар'єру в «Блестящіе» .

### Фільми
Ганна кілька разів знімалася в кіно і на телебаченні: в серіалах «Холостяки» (2004), «Бальзаківський вік, або всі чоловіки сво …» (2004), «Приречена стати зіркою» (2005), «Студенти» (2005), «Клуб» (2006), фільмах «Іронія долі. Продовження» (2007), «Гітлер капут!» (2008), телевізійному сатиричному журналі «Фітіль» (2005, № 65, сюжет «Фільм! Фільм! Фільм!»), Комедійному серіалі «Вся така раптова», в якому Семенович грає головну роль. У кінці жовтня 2009 року вийшов у світ фільм за участю Ганни Семенович «Приборкання норовливих».
У 2006 році Ганна Семенович взяла участь у телешоу «Зірки на льоду», що виходив на 1 каналі російського телебачення. Передбачалося, що її партнером стане телеведучий Андрій Малахов, але від участі в програмі він відмовився, тому Ганна Семенович виступала в парі з В'ячеславом Разбєгаєвим. У результаті пара Семенович-Разбєгаєв отримала сьоме місце. Незабаром після участі в телешоу Семенович оголосила про вихід зі складу «Блестящіх».

### Льодовиковий період
У 2007 році Ганна Семенович взяла участь у телешоу «Льодовиковий період», що виходив на Першому каналі. Її партнером був Олексій Макаров. Потім брала участь у телешоу «Льодовиковий період-2». Її партнером був спочатку Олексій Кортнєв, але через травму він не зміг продовжити участь і був замінений на спортсмена Павла Колобкова, з яким Ганна продовжила участь. У третьому сезоні шоу, в 2009 році, брала участь в парі з актором Вадимом Колгановим.
29 вересня 2010 Ганна Семенович взяла участь у програмі КВК, разом з Сергієм Лазарєвим.. Володіючи неординарною зовнішністю і великим бюстом (п'ятий з половиною розмір), Ганна Семенович неодноразово фотографувалася для чоловічих журналів («Maxim», «XXL», «FHM», «Пінгвін»). Бюст співачки, що викликає особливий інтерес у «жовтої преси», за словами його власниці «дістався від мами».